# 黎簡

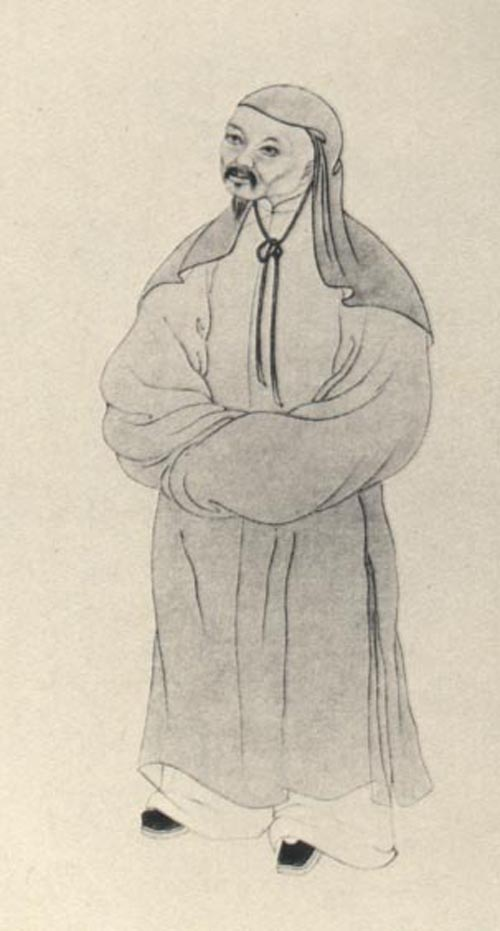
《清代学者象传》第一集之黎簡像

黎簡（1748年—1799年），字簡民、二樵、未裁，號狂簡、石鼎、石鼎居士，廣東省廣州府順德縣人，清朝書法家、畫家。
乾隆十二年（1748年）出生。當時李文藻擔任朝陽縣知縣時，看到十歲黎簡的詩歌，稱“必傳之作也。”當時補弟子員，乾隆五十四年，后選拔貢生，但因丁憂不再離開嶺南。當時海內名流，欽佩其高節。袁枚讚賞他的盛名，遊歷羅浮，邀與相見，被黎簡婉拒。著有《五百四峰草堂詩文鈔》、《藥煙閣詞鈔》、《芙蓉亭樂府》、《注莊韻學》、《芙蓉亭曲》。所與交同鄉張錦芳、黃丹書，番禺呂堅等人。嘉慶四年（1799年）去世。
曾祖父為黎秉忠，祖父黎超然，父親黎晴山。有兄黎世揚、黎世浩，子黎汝彪、黎佛蓮。

## 延伸阅读
[在维基数据编辑]
 《清史稿·卷485》，出自趙爾巽《清史稿》